# Vita (India)
Vita is een nagar panchayat (plaats) in het district Sangli van de Indiase staat Maharashtra. 

## Demografie
Volgens de Indiase volkstelling van 2001 wonen er 41.797 mensen in Vita, waarvan 52% mannelijk en 48% vrouwelijk is. De plaats heeft een alfabetiseringsgraad van 72%. 